# Archelaos (fältherre)
Archelaos var en av Mithridates VI Eupators fältherrar.
Han vann 88 f.Kr. Grekland med undantag av Thespiai för Mithridates. Archelaos försvarade sig 87-86 f.Kr. i Pireus mot romarna under Cornelius Sulla. Hårt ansatt måste han emellertid bege sid därifrån och förenade sig vid Thermopyle med de från Makedonien utsända undsättningstrupperna. I den därpå följande drabbningen vid Chaironeia besegrades Archelos fullständigt av Sulla. Samma öde drabbade kort därefter en annan av Mithridates arméer, till vilken Archelos slutit sig. Han förmedlade 84 f.Kr. freden mellan Sulla och Mithridates, men övergick senare till romarna, då han av Mithridates misstänktes för att stått i förbund med Sulla. Hans dödsår är okänt.